# Yucatánvireo
Yucatánvireo (Vireo magister) är en fågel i familjen vireor inom ordningen tättingar. Den förekommer i centrala Centralamerika och i Caymanöarna.

## Utseende
Yucatánvireon är en rätt stor (14,5-15,5 cm) vireo som är lik närbesläktade arten rödögd vireo. Fjäderdräkten är dock mer färglös, med matt olivgrå ovansida och vitaktig undersida. Ving- och stjärtpennor är mörka med olivgröna kanter. Den grå näbben är kraftig och försedd med en krok längst ut. Genom ögat syns ett brett mörkt ögonstreck. Fötterna och benen är gråblå.

## Utbredning och systematik
Yucatánvireo delas vanligen in i fyra underarter med följande utbredning:
- Vireo magister magister – sydöstra Mexiko och Belize
- Vireo magister decoloratus – öar utanför norra och centrala Belize
- Vireo magister stilesi – öar utanför södra Belize och norra Honduras
- Vireo magister caymanensis – Grand Cayman Island

Vissa inkluderar decoloratus och stilesi i nominatformen. Den är närmast släkt med arterna rödögd vireo (V. olivaceus), chivivireo (V. chivi), gulgrön vireo (V. flavoviridis), mustaschvireo (V. altiloquus) och noronhavireon (V. gracilirostris).
Arten har tillfälligt påträffats i USA i Texas 1984.

## Levnadssätt
Yucatánvireon hittas i mangroveskogar och andra fuktiga och buskrika skogsmarker. Födan är relativt okänd. På Grand Cayman tros den mest leva av frukt. Den födosöker tyst och tillbakadraget både högt och lågt i lövverken. Fågeln häckar mellan april och augusti på Grand Cayman, medan fåglar i häckningstillstånd har noterats i april och maj i Belize.

## Status och hot
Artens population har inte uppskattats och dess populationstrend är okänd, men utbredningsområdet är relativt stort. Internationella naturvårdsunionen IUCN anser inte att den är hotad och placerar den därför i kategorin livskraftig.